# Nikolai Petrowitsch Kowsch
Nikolai Petrowitsch Kowsch (russisch Никола́й Петро́вич Ковш; * 22. Januar 1965 in Moskau) ist ein ehemaliger sowjetischer Radrennfahrer und nationaler Meister im Radsport.

## Sportliche Laufbahn
Kowsch war im Bahnradsport aktiv. Bei den UCI-Bahn-Weltmeisterschaften der Junioren 1982 gewann er den Titel im Sprint vor Bill Huck aus der DDR. 1983 wurde er Vize-Weltmeister der Junioren hinter Takashi Seiko aus Japan. Den nationalen Titel im Sprint gewann Kowsch von 1985 bis 1989. Auch einen Titel im Italienischen Kilometer holte er 1988.
Kowsch war Teilnehmer der Olympischen Sommerspiele 1988 in Seoul. Im Sprint gewann er die Silbermedaille hinter Lutz Heßlich. Bei den Olympischen Sommerspielen 1992 in Barcelona wurde er im Sprint auf dem 7. Rang klassiert.
Bei den UCI-Bahn-Weltmeisterschaften 1989 wurde Kowsch Dritter im Sprint, 1986 hatte er den 7. Platz belegt.
Im Grand Grix de Paris belegte er 1988 den 2. Platz, 1986 und 1989 wurde er Dritter. Kowsch startete für den Verein Dynamo Moskau.